# 第14回衆議院議員総選挙
第14回衆議院議員総選挙（だい14かいしゅうぎいんぎいんそうせんきょ）は、1920年（大正9年）5月10日に日本で行われた帝国議会（衆議院）議員の総選挙である。

## 概説
この選挙から、有権者の資格が直接国税10円以上を納める男子から直接国税3円以上を納める男子に緩和され、有権者数は前回選挙に比べ倍以上に増加して300万人を突破した。また選挙区制度が大選挙区制から小選挙区制に移行して初めての選挙となった。選挙区名が「道府県名◯区」（◯は数字）に変更された。
選挙の結果、与党の立憲政友会は選挙前の165議席から278議席へと100議席以上伸ばす圧勝を収めた。野党第1党の憲政会（旧・立憲同志会）は110議席と減少し、無所属議員も減少した。
沖縄県の先島諸島及び北海道の国後島と択捉島で初めて国政選挙が実施された。

## 選挙データ

### 内閣
- 原敬内閣

### 解散日
- 1920年（大正9年）2月26日

### 公示日
- 1920年（大正9年）3月5日

### 投票日
- 1920年（大正9年）5月10日

### 改選数
- 464

### 選挙制度
- 小選挙区制（一部複数区制）
- 制限投票
  - 直接国税3円以上納税の満25歳以上の男性
  - 有権者　306万9148

## 選挙結果

### 投票率
- 86.72%（前回比5.20%）

### 党派別獲得議席
- 立憲政友会　278議席[2]

総裁＝原敬、幹事長＝望月圭介
- 憲政会　109議席[2]

総裁＝加藤高明、幹事長＝小泉又次郎
- 立憲国民党　29議席[2]

総理＝犬養毅、幹事長＝鈴木梅四郎
- 中立（無所属）48議席[2]

## 議員

### 当選者
立憲政友会   憲政会   立憲国民党   中立 
※空欄の選挙区は複数定数選挙区の2位以下の当選を示す。
| 北海道   | 1区  | 一柳仲次郎   | 2区  | 山本厚三     | 3区  | 佐々木平次郎   | 4区  | 井内歓二       | 5区  | 岡本幹輔       |  |
| 北海道   | 6区  | 岡田伊太郎   | 7区  | 松実喜代太   |      | 伊藤広幾       | 8区  | 東武           |      | 大久保虎吉     |  |
| 北海道   | 9区  | 小池仁郎     |      | 木下成太郎   | 10区 | 栗林五朔       | 11区 | 黒住成章       |      |                |  |
| 北海道   | 12区 | 平出喜三郎   |      | 中西六三郎   |      |                |      |                |      |                |  |
| 青森県   | 1区  | 北山一郎     | 2区  | 菊池良一     | 3区  | 宇野勇作       | 4区  | 原田藤次郎     | 5区  | 阿部武智雄     |  |
| 青森県   | 6区  | 野村治三郎   | 7区  | 梅田潔       |      |                |      |                |      |                |  |
| 岩手県   | 1区  | 原敬         | 2区  | 鈴木巌       | 3区  | 久慈貫一       | 4区  | 菊池長右衛門   | 5区  | 広瀬為久       |  |
| 岩手県   | 6区  | 志賀和多利   | 7区  | 佐藤良平     |      |                |      |                |      |                |  |
| 宮城県   | 1区  | 伊澤平左衛門 | 2区  | 菅原傳       | 3区  | 野副重一       | 4区  | 中島鵬六       | 5区  | 沢来太郎       |  |
| 宮城県   | 6区  | 高橋長七郎   | 7区  | 遠藤良吉     |      |                |      |                |      |                |  |
| 秋田県   | 1区  | 田中隆三     | 2区  | 池田亀治     | 3区  | 高橋本吉       | 4区  | 成田直一郎     | 5区  | 斎藤宇一郎     |  |
| 秋田県   | 6区  | 榊田清兵衛   | 7区  | 添田飛雄太郎 |      | 最上直吉       |      |                |      |                |  |
| 山形県   | 1区  | 戸狩権之助   | 2区  | 黒金泰義     | 3区  | 西沢定吉       |      | 佐藤啓         | 4区  | 高橋辰二       |  |
| 山形県   | 5区  | 石川長右衛門 |      | 熊谷直太     |      | 鶴見孝太郎     | 6区  | 高橋善五郎     |      |                |  |
| 福島県   | 1区  | 鐸木三郎兵衛 | 2区  | 前田兵郎     | 3区  | 堀切善兵衛     |      | 鈴木周三郎     | 4区  | 川口誠三郎     |  |
| 福島県   | 5区  | 河野広中     | 6区  | 金沢安之助   | 7区  | 中野寅吉       | 8区  | 八田宗吉       | 9区  | 白井博之       |  |
| 福島県   | 10区 | 松本孫右衛門 |      |              |      |                |      |                |      |                |  |
| 茨城県   | 1区  | 小山田信蔵   | 2区  | 谷津新八郎   | 3区  | 根本正         | 4区  | 石井三郎       |      | 大津淳一郎     |  |
| 茨城県   | 5区  | 宮古啓三郎   | 6区  | 市村貞造     | 7区  | 鈴木錠蔵       | 8区  | 高柳淳之助     | 9区  | 高野毅         |  |
| 茨城県   | 10区 | 小久保喜七   |      |              |      |                |      |                |      |                |  |
| 栃木県   | 1区  | 植竹龍三郎   | 2区  | 石川玄三     | 3区  | 友常穀三郎     | 4区  | 波多野承五郎   |      | 田村順之助     |  |
| 栃木県   | 5区  | 松岡俊三     | 6区  | 阿由葉勝作   | 7区  | 横田千之助     |      | 高田耘平       |      |                |  |
| 群馬県   | 1区  | 清水留三郎   | 2区  | 松井鉄夫     | 3区  | 武藤金吉       |      | 飯塚春太郎     |      |                |  |
| 群馬県   | 4区  | 木檜三四郎   |      | 今泉嘉一郎   | 5区  | 本間三郎       |      | 今井今助       | 6区  | 斎藤寿雄       |  |
| 埼玉県   | 1区  | 秦豊助       |      | 野呂丈太郎   | 2区  | 粕谷義三       |      | 綾部惣兵衛     |      |                |  |
| 埼玉県   | 3区  | 高田良平     |      | 長谷川宗治   | 4区  | 神谷弥平       |      | 山崎猛         | 5区  | 指田義雄       |  |
| 埼玉県   | 6区  | 竜野周一郎   |      |              |      |                |      |                |      |                |  |
| 千葉県   | 1区  | 中山佐市     | 2区  | 吉植庄一郎   | 3区  | 本多貞次郎     | 4区  | 鵜沢宇八       | 5区  | 浜口吉兵衛     |  |
| 千葉県   | 6区  | 鵜澤總明     |      | 関和知       | 7区  | 西川嘉門       | 8区  | 鈴木隆         |      | 鈴木久次郎     |  |
| 千葉県   | 9区  | 竹沢太一     |      |              |      |                |      |                |      |                |  |
| 神奈川県 | 1区  | 島田三郎     |      | 若尾幾造     |      | 大浜忠三郎     | 2区  | 小泉又次郎     | 3区  | 小野重行       |  |
| 神奈川県 | 4区  | 福本清之輔   | 5区  | 吉野小一郎   |      | 出口直吉       | 6区  | 小塩八郎右衛門 | 7区  | 森恪           |  |
| 山梨県   | 1区  | 若尾璋八     | 2区  | 飯島信明     | 3区  | 穴水要七       | 4区  | 望月小太郎     | 5区  | 三枝彦太郎     |  |
| 東京府   | 1区  | 鈴木梅四郎   | 2区  | 林田亀太郎   | 3区  | 横山勝太郎     | 4区  | 関直彦         | 5区  | 近藤達児       |  |
| 東京府   | 6区  | 太田信治郎   |      | 宮崎三之助   |      | 佐々木安五郎   | 7区  | 頼母木桂吉     |      | 安藤正純       |  |
| 東京府   | 8区  | 古島一雄     |      | 作間耕逸     |      | 高橋義信       | 9区  | 秋乕太郎       | 10区 | 鳩山一郎       |  |
| 東京府   | 11区 | 三木武吉     | 12区 | 八並武治     | 13区 | 高木正年       |      | 土屋興         |      | 長谷場敦       |  |
| 東京府   | 14区 | 浅賀長兵衛   |      | 前田米蔵     | 15区 | 中島守利       | 16区 | 内山安兵衛     |      | 秋本喜七       |  |
| 新潟県   | 1区  | 斎藤巳三郎   | 2区  | 木村清三郎   | 3区  | 倉石知蔵       | 4区  | 田辺熊一       |      |                |  |
| 新潟県   | 5区  | 高橋光威     |      | 長場龍太郎   | 6区  | 坂口仁一郎     |      | 伊藤虎助       |      |                |  |
| 新潟県   | 7区  | 大竹貫一     |      | 丸山嵯峨一郎 | 8区  | 高橋金治郎     | 9区  | 牧口義矩       | 10区 | 青木恒太郎     |  |
| 新潟県   | 11区 | 武田徳三郎   | 12区 | 富永孝太郎   |      | 鈴木義隆       | 13区 | 山本悌二郎     |      |                |  |
| 富山県   | 1区  | 高見之通     | 2区  | 菅野伝右衛門 | 3区  | 香川保忠       | 4区  | 米沢与三次     |      |                |  |
| 富山県   | 5区  | 上埜安太郎   |      | 野村嘉六     | 6区  | 広瀬鎮之       |      |                |      |                |  |
| 石川県   | 1区  | 永井柳太郎   | 2区  | 西村正則     | 3区  | 神田重義       | 4区  | 米田穣         |      | 浅野順平       |  |
| 石川県   | 5区  | 益谷秀次     |      |              |      |                |      |                |      |                |  |
| 福井県   | 1区  | 山本条太郎   | 2区  | 柳原九兵衛   |      | 野尻弥重郎     | 3区  | 野村勘左衛門   | 4区  | 高島七郎右衛門 |  |
| 福井県   | 5区  | 河崎清       |      |              |      |                |      |                |      |                |  |
| 長野県   | 1区  | 小坂順造     | 2区  | 森山儀文治   | 3区  | 花岡次郎       | 4区  | 小田切磐太郎   | 5区  | 春日俊文       |  |
| 長野県   | 6区  | 山辺常重     | 7区  | 降旗元太郎   |      | 塚原嘉藤       | 8区  | 植原悦二郎     | 9区  | 佐藤寅太郎     |  |
| 長野県   | 10区 | 小川平吉     | 11区 | 野溝伝一郎   | 12区 | 樋口秀雄       |      |                |      |                |  |
| 岐阜県   | 1区  | 山田永俊     | 2区  | 木村作次郎   | 3区  | 仙波太郎       | 4区  | 川村数郎       |      | 大道寺慶男     |  |
| 岐阜県   | 5区  | 井上孝哉     | 6区  | 匹田鋭吉     | 7区  | 野呂駿三       | 8区  | 古屋慶隆       | 9区  | 牧野良三       |  |
| 静岡県   | 1区  | 松本君平     | 2区  | 高柳覚太郎   | 3区  | 宮崎友太郎     | 4区  | 清崟太郎       | 5区  | 岩崎勲         |  |
| 静岡県   | 6区  | 鈴木富士彌   | 7区  | 加藤定吉     |      | 松浦五兵衛     | 8区  | 北井波治目     |      |                |  |
| 静岡県   | 9区  | 井上剛一     |      | 池田猪三次   | 10区 | 石井研二       |      | 小泉策太郎     |      |                |  |
| 愛知県   | 1区  | 加藤重三郎   |      | 小山松寿     |      | 磯貝浩         | 2区  | 大口喜六       | 3区  | 手島鍬司       |  |
| 愛知県   | 4区  | 下出民義     |      | 田中善立     | 5区  | 波多野喜右衛門 | 6区  | 山本清三郎     | 7区  | 瀧正雄         |  |
| 愛知県   | 8区  | 三輪市太郎   | 9区  | 清水市太郎   | 10区 | 早川龍介       | 11区 | 斎藤鷲太郎     |      | 鈴置倉次郎     |  |
| 愛知県   | 12区 | 舞田寿三郎   | 13区 | 吉原祐太郎   |      |                |      |                |      |                |  |
| 三重県   | 1区  | 越山太刀三郎 | 2区  | 小菅剣之助   | 3区  | 浜田国松       | 4区  | 宮田光雄       |      |                |  |
| 三重県   | 5区  | 天春文衛     |      | 伊坂秀五郎   | 6区  | 加藤久米四郎   | 7区  | 荻田悦造       | 8区  | 尾崎行雄       |  |
| 三重県   | 9区  | 岩本平蔵     | 10区 | 福地銭吉     |      |                |      |                |      |                |  |
| 滋賀県   | 1区  | 吉村鉄之助   | 2区  | 安原仁兵衛   | 3区  | 井上敬之助     | 4区  | 奥村千太郎     | 5区  | 西村伊亮       |  |
| 滋賀県   | 6区  | 中村喜平     |      |              |      |                |      |                |      |                |  |
| 京都府   | 1区  | 森田茂       |      | 竹上藤次郎   | 2区  | 奥村安太郎     |      | 渡辺昭         | 3区  | 風間八左衛門   |  |
| 京都府   | 4区  | 長田桃蔵     | 5区  | 奥繁三郎     | 6区  | 大島実太郎     | 7区  | 津原武         |      |                |  |
| 大阪府   | 1区  | 板野友造     |      | 森下亀太郎   |      | 樋口伊之助     | 2区  | 武内作平       |      | 上畠益三郎     |  |
| 大阪府   | 3区  | 上田弥兵衛   |      | 中橋徳五郎   |      | 清瀬一郎       |      |                |      |                |  |
| 大阪府   | 4区  | 村田虎之助   |      | 紫安新九郎   |      | 赤田瑳一       | 5区  | 山口義一       |      |                |  |
| 大阪府   | 6区  | 吉川吉郎兵衛 |      | 木村権右衛門 | 7区  | 佐竹庄七       |      | 植場平         | 8区  | 岩崎幸治郎     |  |
| 大阪府   | 9区  | 田中萬逸     | 10区 | 南鼎三       | 11区 | 井阪豊光       |      |                |      |                |  |
| 兵庫県   | 1区  | 砂田重政     |      | 野田文一郎   |      | 坪田十郎       | 2区  | 菊川惣吉       | 3区  | 中馬興丸       |  |
| 兵庫県   | 4区  | 山邑太三郎   | 5区  | 下岡忠治     | 6区  | 中川幸太郎     | 7区  | 木下甚三郎     | 8区  | 多木久米次郎   |  |
| 兵庫県   | 9区  | 内藤浜治     | 10区 | 田中武雄     | 11区 | 土井権大       |      | 改野耕三       | 12区 | 松山常次郎     |  |
| 兵庫県   | 13区 | 鎌田三郎兵衛 | 14区 | 広岡宇一郎   |      | 正木照蔵       |      |                |      |                |  |
| 奈良県   | 1区  | 磯田粂三郎   | 2区  | 森岡京次郎   | 3区  | 津野田是重     | 4区  | 八木逸郎       | 5区  | 玉置良直       |  |
| 和歌山県 | 1区  | 久下豊忠     | 2区  | 岡崎邦輔     | 3区  | 児玉亮太郎     |      | 前川虎造       |      |                |  |
| 和歌山県 | 4区  | 田渕豊吉     |      | 山口熊野     |      |                |      |                |      |                |  |
| 鳥取県   | 1区  | 山本藤助     | 2区  | 下田勘次     | 3区  | 山口嘉蔵       | 4区  | 清瀬規矩雄     |      |                |  |
| 島根県   | 1区  | 佐野正雄     | 2区  | 櫻内幸雄     | 3区  | 原夫次郎       |      | 高橋久次郎     | 4区  | 平田民之助     |  |
| 島根県   | 5区  | 島田俊雄     | 6区  | 若林徳懋     |      |                |      |                |      |                |  |
| 岡山県   | 1区  | 有森新吉     | 2区  | 星島二郎     | 3区  | 佐々木志賀二   |      | 小橋藻三衛     | 4区  | 犬養毅         |  |
| 岡山県   | 5区  | 高草美代蔵   |      | 守屋松之助   | 6区  | 西村丹治郎     | 7区  | 福井三郎       | 8区  | 妹尾順平       |  |
| 広島県   | 1区  | 早速整爾     | 2区  | 佐々木千秀   | 3区  | 山科慎次郎     | 4区  | 河相三郎       | 5区  | 横山金太郎     |  |
| 広島県   | 6区  | 龍口了信     | 7区  | 荒川五郎     |      | 金尾稜厳       | 8区  | 山道襄一       | 9区  | 望月圭介       |  |
| 広島県   | 10区 | 金田平兵衛   | 11区 | 湯浅凡平     | 12区 | 永屋茂         | 13区 | 井上角五郎     |      |                |  |
| 山口県   | 1区  | 藤井啓一     | 2区  | 古林新治     | 3区  | 阪上貞信       | 4区  | 渡辺祐策       | 5区  | 国重政亮       |  |
| 山口県   | 6区  | 大岡育造     | 7区  | 矢島専平     | 8区  | 難波作之進     | 9区  | 吉木陽         |      |                |  |
| 徳島県   | 1区  | 海原清平     | 2区  | 原田佐之治   | 3区  | 浅石恵八       | 4区  | 松島肇         | 5区  | 岡順次         |  |
| 徳島県   | 6区  | 秋田清       |      |              |      |                |      |                |      |                |  |
| 香川県   | 1区  | 田中定吉     | 2区  | 三善清之     | 3区  | 林毅陸         | 4区  | 蓮井藤吉       |      |                |  |
| 香川県   | 5区  | 三土忠造     |      | 大林森次郎   | 6区  | 松田三徳       |      |                |      |                |  |
| 愛媛県   | 1区  | 押川方義     | 2区  | 門屋尚志     |      | 成田栄信       | 3区  | 河上哲太       |      | 深見寅之助     |  |
| 愛媛県   | 4区  | 森達三       | 5区  | 高山長幸     | 6区  | 矢野丑乙       | 7区  | 渡邊修         |      |                |  |
| 高知県   | 1区  | 水野吉太郎   | 2区  | 大石大       |      | 濱口雄幸       | 3区  | 坂本素魯哉     | 4区  | 国沢新兵衛     |  |
| 高知県   | 5区  | 竹内明太郎   |      |              |      |                |      |                |      |                |  |
| 福岡県   | 1区  | 中野正剛     | 2区  | 有馬秀雄     | 3区  | 毛里保太郎     | 4区  | 鮎川盛貞       | 5区  | 吉田磯吉       |  |
| 福岡県   | 6区  | 定行八郎     | 7区  | 野口忠太郎   | 8区  | 納富陳平       | 9区  | 中村清造       |      |                |  |
| 福岡県   | 10区 | 古賀三千人   |      | 三好徳松     |      | 青柳郁次郎     | 11区 | 古林与六       | 12区 | 野田卯太郎     |  |
| 福岡県   | 13区 | 吉原正隆     | 14区 | 江崎幸太郎   | 15区 | 富安保太郎     | 16区 | 崎山克治       | 17区 | 蔵内次郎作     |  |
| 佐賀県   | 1区  | 副島義一     | 2区  | 武富時敏     | 3区  | 木下十四三     | 4区  | 南里琢一       |      | 井原喜代太郎   |  |
| 佐賀県   | 5区  | 川原茂輔     |      |              |      |                |      |                |      |                |  |
| 長崎県   | 1区  | 本田恒之     | 2区  | 川副綱隆     | 3区  | 横山寅一郎     |      | 田川大吉郎     |      |                |  |
| 長崎県   | 4区  | 臼井哲夫     |      | 橋本喜造     | 5区  | 中倉万次郎     | 6区  | 牧山耕蔵       | 7区  | 向井倭雄       |  |
| 熊本県   | 1区  | 小橋一太     | 2区  | 高木第四郎   | 3区  | 門田新松       | 4区  | 松野鶴平       |      | 安達謙蔵       |  |
| 熊本県   | 5区  | 山移定政     |      | 上塚司       | 6区  | 島本信二       |      | 原田十衛       | 7区  | 池田泰親       |  |
| 大分県   | 1区  | 箕浦勝人     | 2区  | 金光庸夫     | 3区  | 木下謙次郎     | 4区  | 吉良元夫       | 5区  | 一宮房治郎     |  |
| 大分県   | 6区  | 元田肇       | 7区  | 松田源治     |      | 重松重治       |      |                |      |                |  |
| 宮崎県   | 1区  | 長峰与一     |      | 柿原政一郎   | 2区  | 陣軍吉         |      | 永井作次       | 3区  | 三浦得一郎     |  |
| 鹿児島県 | 1区  | 床次竹二郎   | 2区  | 岩切重雄     | 3区  | 久木田叶       |      | 樋渡次右衛門   | 4区  | 海江田準一郎   |  |
| 鹿児島県 | 5区  | 萩亮         |      | 松下禎二     | 6区  | 津崎尚武       | 7区  | 日野辰次       |      | 岩崎宗茂助     |  |
| 鹿児島県 | 8区  | 禱苗代       |      |              |      |                |      |                |      |                |  |
| 沖縄県   | 1区  | 麓純義       | 2区  | 宜保成晴     |      | 花城永渡       | 3区  | 石川善盛       | 4区  | 仲田徳三       |  |

#### 補欠当選等
立憲政友会   憲政会   立憲国民党   革新倶楽部   中立 
| 年                                                                                    | 月日  | 選挙区    | 選出     | 新旧別 | 当選者       | 所属党派   | 欠員           | 所属党派   | 欠員事由                      |
| ------------------------------------------------------------------------------------- | ----- | --------- | -------- | ------ | ------------ | ---------- | -------------- | ---------- | ----------------------------- |
| 1920                                                                                  | 7.22  | 奈良2区   | 補欠選挙 | 新     | 福井甚三     | 立憲政友会 | 森岡京次郎     | 中立       | 1920.6.28死去                 |
| 1920                                                                                  | 8.9   | 福島2区   | 補欠選挙 | 新     | 石川淳       | 立憲政友会 | 前田兵郎       | 憲政会     | 1920.7.8死去                  |
| 1920                                                                                  | 9.20  | 佐賀4区   | 補欠選挙 | 新     | 石川三郎     | 立憲政友会 | 井原喜代太郎   | 憲政会     | 1920.8.6死去                  |
| 1920                                                                                  | 12.18 | 北海道8区 | 更正決定 | 新     | 浅川浩       | 憲政会     | 大久保虎吉     | 立憲政友会 | 1920.11.11当選無効            |
| 1920                                                                                  | 12.27 | 石川3区   | 更正決定 | 元     | 戸水寛人     | 立憲政友会 | 神田重義       | 立憲政友会 | 1920.12.23当選無効            |
| 1921                                                                                  | 1.15  | 秋田3区   | 補欠選挙 | 新     | 三浦権兵衛   | 立憲政友会 | 高橋本吉       | 立憲政友会 | 1920.11.26死去                |
| 1921                                                                                  | 2.8   | 秋田2区   | 更正決定 | 新     | 村山喜一郎   | 憲政会     | 池田亀治       | 立憲政友会 | 1921.1.26当選無効             |
| 1921                                                                                  | 5.4   | 三重10区  | 補欠選挙 | 元     | 川崎克       | 憲政会     | 福地銭吉       | 立憲国民党 | 1921.4.4死去                  |
| 1921                                                                                  | 5.4   | 広島7区   | 補欠選挙 | 新     | 佐久間啓荘   | 憲政会     | 金尾稜厳       | 憲政会     | 1921.3.23死去                 |
| 1921                                                                                  | 6.27  | 北海道4区 | 補欠選挙 | 新     | 友田文次郎   | 憲政会     | 井内歓二       | 中立       | 1921.5.21死去                 |
| 1921                                                                                  | 6.29  | 静岡4区   | 補欠選挙 | 新     | 深沢米太郎   | 立憲政友会 | 清崟太郎       | 立憲政友会 | 1921.5.29死去                 |
| 1921                                                                                  | 11.9  | 福島4区   | 補欠選挙 | 新     | 粟山博       | 憲政会     | 川口誠三郎     | 立憲政友会 | 1921.9.24死去                 |
| 1921                                                                                  | 11.29 | 和歌山3区 | 補欠選挙 | 新     | 望月政友     | 立憲政友会 | 児玉亮太郎     | 立憲政友会 | 1921.10.25死去                |
| 1921                                                                                  | 12.21 | 岩手1区   | 補欠選挙 | 新     | 大矢馬太郎   | 立憲政友会 | 原敬           | 立憲政友会 | 1921.11.4死去（原敬暗殺事件） |
| 1922                                                                                  | 1.17  | 石川4区   | 補欠選挙 | 新     | 米原於菟男   | 立憲政友会 | 米田穣         | 立憲政友会 | 1921.12.3死去                 |
| 1922                                                                                  | 1.17  | 愛知5区   | 補欠選挙 | 新     | 加藤紋右衛門 | 立憲政友会 | 波多野喜右衛門 | 立憲政友会 | 1921.12.15選挙法違反          |
| 1922                                                                                  | 3.17  | 静岡4区   | 補欠選挙 | 新     | 平野光雄     | 中立       | 深沢米太郎     | 立憲政友会 | 1922.2.3死去                  |
| 1922                                                                                  | 4.21  | 岡山8区   | 再選挙   | 新     | 土居通憲     | 立憲国民党 | 妹尾順平       | 立憲政友会 | 1922.3.6選挙無効              |
| 1922                                                                                  | 4.29  | 宮城5区   | 補欠選挙 | 新     | 佐藤庄助     | 立憲政友会 | 沢来太郎       | 立憲政友会 | 1922.3.23死去                 |
| 1922                                                                                  | 6.25  | 岩手4区   | 補欠選挙 | 新     | 河野喜蔵     | 立憲政友会 | 菊池長右衛門   | 立憲政友会 | 1922.5.16死去                 |
| 1922                                                                                  | 7.1   | 熊本5区   | 補欠選挙 | 新     | 中島照寛     | 立憲政友会 | 山移定政       | 憲政会     | 1922.5.21死去                 |
| 1922                                                                                  | 7.25  | 新潟5区   | 補欠選挙 | 新     | 佐藤栄吉     | 立憲政友会 | 長場龍太郎     | 中立       | 1922.6.16死去                 |
| 1922                                                                                  | 9.28  | 神奈川4区 | 補欠選挙 | 新     | 田川平三郎   | 憲政会     | 福本清之輔     | 憲政会     | 1922.8.18死去                 |
| 1922                                                                                  | 11.10 | 愛知3区   | 補欠選挙 | 新     | 千賀千太郎   | 中立       | 手島鍬司       | 憲政会     | 1922.9.23死去                 |
| 1922                                                                                  | 11.11 | 福岡11区  | 補欠選挙 | 新     | 辻勇夫       | 立憲政友会 | 古林与六       | 立憲政友会 | 1922.10.9死去                 |
| 1923                                                                                  | 1.27  | 東京9区   | 補欠選挙 | 新     | 中原徳太郎   | 憲政会     | 秋乕太郎       | 憲政会     | 1922.12.15死去                |
| 1923                                                                                  | 4.10  | 福岡14区  | 補欠選挙 | 元     | 樋口典常     | 立憲政友会 | 江崎幸太郎     | 立憲政友会 | 1923.2.24死去                 |
| 1923                                                                                  | 4.22  | 山形1区   | 補欠選挙 | 新     | 添田敬一郎   | 立憲政友会 | 戸狩権之助     | 立憲政友会 | 1923.3.12死去                 |
| 1923                                                                                  | 5.27  | 北海道7区 | 補欠選挙 | 新     | 石黒長平     | 立憲政友会 | 伊藤広幾       | 立憲政友会 | 1923.4.4死去                  |
| 1923                                                                                  | 7.10  | 長崎3区   | 補欠選挙 | 元     | 則元由庸     | 立憲政友会 | 横山寅一郎     | 立憲政友会 | 1923.5.22死去                 |
| 1923                                                                                  | 7.10  | 香川3区   | 補欠選挙 | 新     | 大森貞資     | 立憲政友会 | 林毅陸         | 立憲政友会 | 1923.5.18辞職                 |
| 1923                                                                                  | 8.30  | 福岡17区  | 補欠選挙 | 新     | 神崎勲       | 立憲政友会 | 蔵内次郎作     | 立憲政友会 | 1923.7.18死去                 |
| 1923                                                                                  | 11.3  | 長野3区   | 補欠選挙 | 新     | 宮沢長治     | 立憲政友会 | 花岡次郎       | 立憲政友会 | 1923.9.23死去                 |
| 1923                                                                                  | 11.16 | 埼玉2区   | 補欠選挙 | 新     | 斎藤小十郎   | 憲政会     | 綾部惣兵衛     | 憲政会     | 1923.10.5死去                 |
| 1923                                                                                  | 12.11 | 新潟6区   | 補欠選挙 | 新     | 建部遯吾     | 憲政会     | 坂口仁一郎     | 憲政会     | 1923.11.2死去                 |
| 1923                                                                                  | 12.24 | 広島12区  | 補欠選挙 | 元     | 吉田中       | 憲政会     | 永屋茂         | 立憲政友会 | 1923.11.8死去                 |
| 1924                                                                                  | 1.14  | 福井4区   | 補欠選挙 | 新     | 加藤勝康     | 立憲政友会 | 高島七郎右衛門 | 立憲政友会 | 1923.11.25死去                |
| 1924                                                                                  | 1.15  | 福岡4区   | 補欠選挙 | 新     | 坂井大輔     | 立憲政友会 | 鮎川盛貞       | 革新倶楽部 | 1923.11.13辞職                |
| 1924                                                                                  | 1.23  | 山口8区   | 補欠選挙 | 新     | 窪井義道     | 中立       | 難波作之進     | 中立       | 1923.12.28辞職（虎ノ門事件）  |
| 1924                                                                                  | 1.24  | 鹿児島5区 | 補欠選挙 | 新     | 東幸治       | 立憲政友会 | 萩亮           | 立憲政友会 | 1923.12.19死去                |
| 出典：衆議院・参議院編『議会制度百年史 - 院内会派編衆議院の部』大蔵省印刷局、1990年。 |       |           |          |        |              |            |                |            |                               |

### 初当選
計243名
立憲政友会
151名
- 岡田伊太郎（北海道6区）
- 松実喜代太（北海道7区）
- 伊藤広幾（北海道7区）
- 大久保虎吉（北海道8区）
- 栗林五朔（北海道10区）
- 黒住成章（北海道11区）
- 北山一郎（青森1区）
- 宇野勇作（青森3区）
- 原田藤次郎（青森4区）
- 梅田潔（青森7区）
- 久慈貫一（岩手3区）
- 菊池長右衛門（岩手4区）
- 広瀬為久（岩手5区）
- 志賀和多利（岩手6区）
- 佐藤良平（岩手7区）
- 伊澤平左衛門（宮城1区）
- 野副重一（宮城3区）
- 中島鵬六（宮城4区）
- 成田直一郎（秋田4区）
- 鶴見孝太郎（山形5区）
- 高橋善五郎（山形6区）
- 鐸木三郎兵衛（福島1区）
- 川口誠三郎（福島4区）
- 谷津新八郎（茨城2区）
- 石井三郎（茨城4区）
- 市村貞造（茨城6区）
- 高柳淳之助（茨城8区）
- 高野毅（茨城9区）
- 植竹龍三郎（栃木1区）
- 波多野承五郎（栃木4区）
- 松岡俊三（栃木5区）

- 今泉嘉一郎（群馬4区）
- 高田良平（埼玉3区）
- 長谷川宗治（埼玉3区）
- 山崎猛（埼玉4区）
- 中山佐市（千葉1区）
- 本多貞次郎（千葉3区）
- 浜口吉兵衛（千葉5区）
- 西川嘉門（千葉7区）
- 鈴木隆（千葉8区）
- 竹沢太一（千葉9区）
- 吉野小一郎（神奈川5区）
- 森恪（神奈川7区）
- 飯島信明（山梨2区）
- 三枝彦太郎（山梨5区）
- 宮崎三之助（東京6区）
- 土屋興（東京13区）
- 長谷場敦（東京13区）
- 中島守利（東京15区）
- 内山安兵衛（東京16区）
- 木村清三郎（新潟2区）
- 伊藤虎助（新潟6区）
- 高橋金治郎（新潟8区）
- 青木恒太郎（新潟10区）
- 武田徳三郎（新潟11区）
- 鈴木義隆（新潟12区）
- 米沢与三次（富山4区）
- 神田重義（石川3区）
- 益谷秀次（石川5区）
- 山本条太郎（福井1区）
- 野村勘左衛門（福井3区）
- 高島七郎右衛門（福井4区）

- 河崎清（福井5区）
- 花岡次郎（長野3区）
- 塚原嘉藤（長野7区）
- 佐藤寅太郎（長野9区）
- 山田永俊（岐阜1区）
- 木村作次郎（岐阜2区）
- 川村数郎（岐阜4区）
- 大道寺慶男（岐阜4区）
- 野呂駿三（岐阜7区）
- 牧野良三（岐阜9区）
- 宮崎友太郎（静岡3区）
- 加藤重三郎（愛知1区）
- 下出民義（愛知4区）
- 波多野喜右衛門（愛知5区）
- 山本清三郎（愛知6区）
- 斎藤鷲太郎（愛知11区）
- 舞田寿三郎（愛知12区）
- 伊坂秀五郎（三重5区）
- 加藤久米四郎（三重6区）
- 安原仁兵衛（滋賀2区）
- 西村伊亮（滋賀5区）
- 竹上藤次郎（京都1区）
- 風間八左衛門（京都3区）
- 大島実太郎（京都6区）
- 樋口伊之助（大阪1区）
- 赤田瑳一（大阪4区）
- 山口義一（大阪5区）
- 井阪豊光（大阪11区）
- 菊川惣吉（兵庫2区）
- 木下甚三郎（兵庫7区）
- 松山常次郎（兵庫12区）

- 磯田粂三郎（奈良1区）
- 津野田是重（奈良3区）
- 玉置良直（奈良5区）
- 久下豊忠（和歌山1区）
- 山口嘉蔵（鳥取3区）
- 清瀬規矩雄（鳥取4区）
- 佐野正雄（島根1区）
- 櫻内幸雄（島根2区）
- 原夫次郎（島根3区）
- 平田民之助（島根4区）
- 若林徳懋（島根6区）
- 佐々木志賀二（岡山3区）
- 妹尾順平（岡山8区）
- 永屋茂（広島12区）
- 古林新治（山口2区）
- 阪上貞信（山口3区）
- 吉木陽（山口9区）
- 海原清平（徳島1区）
- 浅石恵八（徳島3区）
- 岡順次（徳島5区）
- 蓮井藤吉（香川4区）
- 深見寅之助（愛媛3区）
- 矢野丑乙（愛媛6区）
- 水野吉太郎（高知1区）
- 大石大（高知2区）
- 坂本素魯哉（高知3区）
- 国沢新兵衛（高知4区）
- 野口忠太郎（福岡7区）
- 中村清造（福岡9区）
- 三好徳松（福岡10区）
- 青柳郁次郎（福岡10区）

- 古林与六（福岡11区）
- 江崎幸太郎（福岡14区）
- 崎山克治（福岡16区）
- 木下十四三（佐賀3区）
- 向井倭雄（長崎7区）
- 小橋一太（熊本1区）
- 高木第四郎（熊本2区）
- 門田新松（熊本3区）
- 松野鶴平（熊本4区）
- 上塚司（熊本5区）
- 島本信二（熊本6区）
- 池田泰親（熊本7区）
- 金光庸夫（大分2区）
- 吉良元夫（大分4区）
- 柿原政一郎（宮崎1区）
- 永井作次（宮崎2区）
- 岩切重雄（鹿児島2区）
- 久木田叶（鹿児島3区）
- 樋渡次右衛門（鹿児島3区）
- 海江田準一郎（鹿児島4区）
- 津崎尚武（鹿児島6区）
- 日野辰次（鹿児島7区）
- 岩崎宗茂助（鹿児島7区）
- 禱苗代（鹿児島8区）
- 花城永渡（沖縄2区）
- 石川善盛（沖縄3区）
- 仲田徳三（沖縄4区）

憲政会
48名
- 一柳仲次郎（北海道1区）
- 山本厚三（北海道2区）
- 岡本幹輔（北海道5区）
- 黒金泰義（山形2区）
- 佐藤啓（山形3区）
- 前田兵郎（福島2区）
- 鈴木周三郎（福島3区）
- 金沢安之助（福島6区）
- 中野寅吉（福島7区）
- 阿由葉勝作（栃木6区）

- 清水留三郎（群馬1区）
- 松井鉄夫（群馬2区）
- 木檜三四郎（群馬4区）
- 野呂丈太郎（埼玉1区）
- 神谷弥平（埼玉4区）
- 大浜忠三郎（神奈川1区）
- 小野重行（神奈川3区）
- 福本清之輔（神奈川4区）
- 出口直吉（神奈川5区）
- 太田信治郎（東京6区）

- 秋乕太郎（東京9区）
- 八並武治（東京12区）
- 浅賀長兵衛（東京14区）
- 香川保忠（富山3区）
- 野尻弥重郎（福井2区）
- 森山儀文治（長野2区）
- 春日俊文（長野5区）
- 山辺常重（長野6区）
- 井上剛一（静岡9区）
- 石井研二（静岡10区）

- 手島鍬司（愛知3区）
- 奥村安太郎（京都2区）
- 吉川吉郎兵衛（大阪6区）
- 野田文一郎（兵庫1区）
- 中馬興丸（兵庫3区）
- 内藤浜治（兵庫9区）
- 田中武雄（兵庫10区）
- 下田勘次（鳥取2区）
- 佐々木千秀（広島2区）
- 金田平兵衛（広島10区）

- 藤井啓一（山口1区）
- 門屋尚志（愛媛2区）
- 森達三（愛媛4区）
- 定行八郎（福岡6区）
- 古賀三千人（福岡10区）
- 川副綱隆（長崎2区）
- 山移定政（熊本5区）
- 重松重治（大分7区）

立憲国民党
10名
- 最上直吉（秋田7区）
- 石川長右衛門（山形5区）
- 倉石知蔵（新潟3区）
- 富永孝太郎（新潟12区）
- 福地銭吉（三重10区）

- 清瀬一郎（大阪3区）
- 村田虎之助（大阪4区）
- 星島二郎（岡山2区）
- 高草美代蔵（岡山5区）
- 鮎川盛貞（福岡4区）

中立
34名
- 井内歓二（北海道4区）
- 高橋長七郎（宮城6区）
- 飯塚春太郎（群馬3区）
- 林田亀太郎（東京2区）
- 安藤正純（東京7区）
- 作間耕逸（東京8区）
- 永井柳太郎（石川1区）
- 野溝伝一郎（長野11区）
- 仙波太郎（岐阜3区）
- 井上孝哉（岐阜5区）

- 小菅剣之助（三重2区）
- 宮田光雄（三重4区）
- 荻田悦造（三重7区）
- 奥村千太郎（滋賀4区）
- 森下亀太郎（大阪1区）
- 上畠益三郎（大阪2区）
- 木村権右衛門（大阪6区）
- 佐竹庄七（大阪7区）
- 南鼎三（大阪10区）
- 山邑太三郎（兵庫4区）

- 鎌田三郎兵衛（兵庫13区）
- 森岡京次郎（奈良2区）
- 田渕豊吉（和歌山4区）
- 山本藤助（鳥取1区）
- 守屋松之助（岡山5区）
- 山科慎次郎（広島3区）
- 河相三郎（広島4区）
- 矢島専平（山口7区）
- 難波作之進（山口8区）
- 中野正剛（福岡1区）

- 納富陳平（福岡8区）
- 副島義一（佐賀1区）
- 松下禎二（鹿児島5区）
- 宜保成晴（沖縄2区）

### 返り咲き・復帰
計43名
立憲政友会
28名
- 木下成太郎（北海道9区）
- 鈴木巌（岩手2区）
- 西沢定吉（山形3区）
- 白井博之（福島9区）
- 松本孫右衛門（福島10区）
- 宮古啓三郎（茨城5区）
- 友常穀三郎（栃木3区）
- 竜野周一郎（埼玉6区）
- 高橋義信（東京8区）
- 小坂順造（長野1区）

- 池田猪三次（静岡9区）
- 吉原祐太郎（愛知13区）
- 岩本平蔵（三重9区）
- 奥繁三郎（京都5区）
- 植場平（大阪7区）
- 岩崎幸治郎（大阪8区）
- 多木久米次郎（兵庫8区）
- 改野耕三（兵庫11区）
- 山口熊野（和歌山4区）
- 国重政亮（山口5区）

- 田中定吉（香川1区）
- 三善清之（香川2区）
- 高山長幸（愛媛5区）
- 渡邊修（愛媛7区）
- 有馬秀雄（福岡2区）
- 富安保太郎（福岡15区）
- 横山寅一郎（長崎3区）
- 麓純義（沖縄1区）

憲政会
10名
- 平出喜三郎（北海道12区）
- 斎藤巳三郎（新潟1区）
- 早川龍介（愛知10区）
- 津原武（京都7区）
- 武内作平（大阪2区）

- 龍口了信（広島6区）
- 金尾稜厳（広島7区）
- 吉田磯吉（福岡5区）
- 田川大吉郎（長崎3区）
- 三浦得一郎（宮崎3区）

立憲国民党
2名
- 長場龍太郎（新潟5区）
- 高柳覚太郎（静岡2区）

中立
3名
- 佐々木安五郎（東京6区）
- 松本君平（静岡1区）
- 吉村鉄之助（滋賀1区）

### 引退・不出馬・落選
計201名
立憲政友会
67名
- 寺田省帰（小樽区）
- 伊東重（弘前市）
- 工藤卓爾（青森市）
- 鳴海文四郎（青森県郡部）
- 高橋嘉太郎（岩手県郡部）
- 工藤吉次（岩手県郡部）
- 佐藤喜八（岩手県郡部）
- 岩崎総十郎[注釈 1]（仙台市）
- 小林源蔵（米沢市）
- 斎藤紀一（山形県郡部）
- 大石五郎（山形県郡部）
- 高岡唯一郎（福島県郡部）
- 石射文五郎（福島県郡部）
- 宮本逸三（茨城県郡部）

- 尾見浜五郎（茨城県郡部）
- 上野松次郎（宇都宮市）
- 渡辺陳平（栃木県郡部）
- 秋山金也（栃木県郡部）
- 土谷全次（高崎市）
- 斎藤安雄（埼玉県）
- 斎藤珪次（埼玉県）
- 木村政次郎（千葉県）
- 磯野敬（千葉県）
- 赤尾彦作（神奈川県郡部）
- 生原忠右衛門（山梨県郡部）
- 磯部尚（東京市）
- 村野常右衛門（東京府郡部）
- 漆昌巌（東京府郡部）

- 関矢儀八郎（新潟市）
- 丸山豊治郎（新潟県郡部）
- 高鳥順作（新潟県郡部）
- 戸水寛人（石川県郡部）
- 熊谷五右衛門（福井県郡部）
- 諏訪部庄左衛門（長野市）
- 南沢宇忠治（長野県郡部）
- 百瀬清治（長野県郡部）
- 工藤善助（長野県郡部）
- 佐々木文一（岐阜県郡部）
- 気賀勘重（静岡県郡部）
- 小山温（愛知県郡部）
- 大島宇吉（愛知県郡部）
- 中村啓次郎（和歌山県郡部）

- 隅田豊吉（和歌山県郡部）
- 奥田亀造（鳥取県郡部）
- 頭本元貞（鳥取県郡部）
- 恒松隆慶（島根県郡部）
- 小川蔵次郎（島根県郡部）
- 佐々木武生（隠岐）
- 生田和平（徳島県郡部）
- 政尾藤吉（愛媛県郡部）
- 藤野正年（愛媛県郡部）
- 岩崎一高（愛媛県郡部）
- 中野寅次郎（高知市）
- 岡田栄（高知県郡部）
- 友枝梅次郎（小倉市）
- 赤間嘉之吉（福岡県郡部）

- 山内範造（福岡県郡部）
- 森田正路（福岡県郡部）
- 山口恒太郎（福岡県郡部）
- 則元由庸（長崎県郡部）
- 井島義雄（熊本県郡部）
- 西村種礼（鹿児島県郡部）
- 児玉好熊（鹿児島県郡部）
- 神川長久（鹿児島県郡部）
- 志々目藤彦（鹿児島県郡部）
- 奥田栄之進（鹿児島県郡部）
- 林為良（大島）

憲政会
67名
- 前田卯之助（函館外三支庁管内）
- 柵瀬軍之佐（岩手県郡部）
- 川村精之（岩手県郡部）
- 亘理胤正（宮城県郡部）
- 藤沢幾之輔（宮城県郡部）
- 村松亀一郎（宮城県郡部）
- 町田忠治（秋田県郡部）
- 柴四朗（若松市）
- 半谷清寿（福島県郡部）
- 平島松尾（福島県郡部）
- 河野正義（茨城県郡部）
- 原脩次郎（茨城県郡部）
- 川村惇（茨城県郡部）
- 加藤政之助（埼玉県）
- 長島律太郎（埼玉県）
- 戸井嘉作（神奈川県郡部）
- 河西豊太郎（山梨県郡部）

- 久須美東馬（新潟県郡部）
- 桜井庄平（新潟県郡部）
- 竹村良貞（新潟県郡部）
- 山田正年（富山県郡部）
- 桜井兵五郎（石川県郡部）
- 今村七平（福井県郡部）
- 岡部次郎（長野県郡部）
- 長尾元太郎（岐阜県郡部）
- 松岡勝太郎（岐阜県郡部）
- 武藤嘉門（岐阜県郡部）
- 杉山東太郎（静岡県郡部）
- 日比野寛（愛知県郡部）
- 内藤伝禄（愛知県郡部）
- 井島茂作（四日市市）
- 小林嘉平治（三重県郡部）
- 川崎克（三重県郡部）
- 西川太治郎（大津市）

- 片岡直温（京都府郡部）
- 川崎安之助（京都府郡部）
- 山口俊一（京都府郡部）
- 片木政治郎（大阪府郡部）
- 井原百介（大阪府郡部）
- 森秀次（大阪府郡部）
- 大森与三次（姫路市）
- 横田孝史（兵庫県郡部）
- 斎藤隆夫（兵庫県郡部）
- 小寺謙吉（兵庫県郡部）
- 唐端清太郎（兵庫県郡部）
- 上村耕作（奈良市）
- 臼田久内（鳥取市）
- 奥田柳蔵（鳥取県郡部）
- 桑原羊次郎（松江市）
- 石田孝吉（島根県郡部）
- 三隅哲雄（山口県郡部）

- 井戸文四郎（高松市）
- 加治寿衛吉（丸亀市）
- 小西和（香川県郡部）
- 仙石貢（高知県郡部）
- 富田幸次郎（高知県郡部）
- 河波荒次郎（福岡県郡部）
- 佐々木正蔵（福岡県郡部）
- 石川又八（佐賀県郡部）
- 西英太郎（佐賀県郡部）
- 山田珠一（熊本市）
- 行徳健男（熊本県郡部）
- 岩佐善太郎（熊本県郡部）
- 平山岩彦（熊本県郡部）
- 尾越辰雄（熊本県郡部）
- 大谷高寛（熊本県郡部）
- 護得久朝惟（沖縄県）

立憲国民党
14名
- 柏原文太郎（千葉県）
- 高木益太郎（東京市）
- 野口孝治（新潟県郡部）
- 牧野鉄九郎（岐阜県郡部）
- 堀川美哉（三重県郡部）

- 藤井善助（滋賀県郡部）
- 川口木七郎（兵庫県郡部）
- 今村勤三（奈良県郡部）
- 片山太郎（奈良県郡部）
- 松本強二（奈良県郡部）

- 犬飼源太郎（岡山県郡部）
- 高戸郁三（岡山県郡部）
- 高島兵吉（徳島県郡部）
- 大内暢三（福岡県郡部）

純正国民党
4名
- 伊東知也（山形県郡部）
- 神谷卓男（京都府郡部）
- 高松正道（大阪府郡部）
- 大堀孝（和歌山市）

中立
49名
- 関原弥里（山形県郡部）
- 平田健太郎（前橋市）
- 田島達策（群馬県郡部）
- 児玉右二（群馬県郡部）
- 長島隆二（埼玉県）
- 津田毅一（千葉県）
- 土屋清三郎（千葉県）
- 松本剛吉（神奈川県郡部）
- 中川隣之輔（神奈川県郡部）
- 黒須竜太郎（東京市）

- 金杉英五郎（東京市）
- 石原正太郎（富山県郡部）
- 松井文太郎（福井市）
- 横井藤四郎（福井県郡部）
- 河崎助太郎（岐阜市）
- 尾崎元次郎（静岡市）
- 堀尾茂助（愛知県郡部）
- 佃安之丞（三重県郡部）
- 吉田羊治郎（滋賀県郡部）
- 小川郷太郎（京都市）

- 金沢仁作（大阪市）
- 今井嘉幸（大阪市）
- 河野徹志（大阪市）
- 北田豊三郎（堺市）
- 松本誠之（兵庫県郡部）
- 坂本金弥（岡山県郡部）
- 赤木亀一（岡山県郡部）
- 橋本太吉（尾道市）
- 花井卓蔵（広島県郡部）
- 森本是一郎（広島県郡部）

- 吉田中（広島県郡部）
- 富島暢夫（広島県郡部）
- 林平四郎（下関市）
- 山根正次（山口県郡部）
- 飯田精一（山口県郡部）
- 美禰竜彦（山口県郡部）
- 近藤慶一（山口県郡部）
- 武市彰一（徳島市）
- 尾崎敬義（松山市）
- 村松恒一郎（愛媛県郡部）

- 松永安左エ門（福岡市）
- 大藪房次郎（久留米市）
- 小川寅六（長崎市）
- 秋田寅之介（対馬）
- 津末良介（大分県）
- 肥田景之（宮崎県）
- 松浦与三郎（宮崎県）
- 中村静興（鹿児島県郡部）
- 岸本賀昌（沖縄県）